# Plesiothrips typhae
Plesiothrips typhae är en insektsart som beskrevs av Ian A. Hood 1940. Plesiothrips typhae ingår i släktet Plesiothrips och familjen smaltripsar. Inga underarter finns listade i Catalogue of Life.